# Dasineura wistariae
Dasineura wistariae är en tvåvingeart som först beskrevs av Mani 1954.  Dasineura wistariae ingår i släktet Dasineura och familjen gallmyggor. Inga underarter finns listade i Catalogue of Life.